# Comuna de Pilica
Pilica (polaco: Gmina Pilica) é uma gminy (comuna) na Polónia, na voivodia de Santa Cruz e no condado de Zawierciański. A sede do condado é a cidade de Pilica.
De acordo com os censos de 2004, a comuna tem 9183 habitantes, com uma densidade 66,1 hab/km².

## Área
Estende-se por uma área de 138,89 km², incluindo:
- área agricola: 74%
- área florestal: 21%

## Demografia
Dados de 30 de Junho 2004:
|                      | Total   | Total | Mulheres | Mulheres | Homens  | Homens |
| -------------------- | ------- | ----- | -------- | -------- | ------- | ------ |
|                      | pessoas | %     | pessoas  | %        | pessoas | %      |
| População            | 9183    | 100   | 4647     | 50,6     | 4536    | 49,4   |
| Densidade (pop./km²) | 66,1    | 100   | 33,5     | 33,5     | 32,7    | 32,7   |

De acordo com dados de 2002, o rendimento médio per capita ascendia a 1219,75 zł.

## Subdivisões
- Biskupice, Cisowa, Dobra, Dobra-Kolonia, Dobraków, Dzwonowice, Dzwono-Sierbowice, Jasieniec, Kidów, Kleszczowa, Kocikowa, Podleśna, Przychody, Siadcza, Sierbowice, Sławniów, Smoleń, Solca, Szyce, Wierbka, Wierzbica, Zarzecze, Złożeniec.

## Comunas vizinhas
- Klucze, Kroczyce, Ogrodzieniec, Szczekociny, Wolbrom, Żarnowiec